# Tettigoniella medleri
Tettigoniella medleri är en insektsart som beskrevs av Young 1986. Tettigoniella medleri ingår i släktet Tettigoniella och familjen dvärgstritar. Inga underarter finns listade i Catalogue of Life.